# Shujaat Hussain
Pour les articles homonymes, voir Hussain.
Chaudhry Shujaat Hussain (en ourdou : چودھری شجاعت حسین), né le 27 janvier 1940 à Gujrat, est un homme d'État pakistanais. Membre de la Ligue musulmane du Pakistan (Q), il est Premier ministre durant une courte période d'environ deux mois.
Commençant sa carrière politique dans les années 1980, il soutient le président Zia-ul-Haq et devient ministre dans le gouvernement de Junejo. Rejoignant ensuite la Ligue musulmane du Pakistan (N), il est deux fois le ministre de l'Intérieur du Premier ministre Nawaz Sharif durant les deux de ce dernier dans les années 1990. Rompant finalement avec son ancien allié, il soutient le coup d'État de 1999 de Pervez Musharraf et rejoint une scission de son parti, la Ligue musulmane du Pakistan (Q), puis devient président de ce parti en 2003. Durant l'été 2004, il est brièvement Premier ministre, entre les mandats de Zafarullah Khan Jamali et Shaukat Aziz.

## Biographie

### Jeunesse et éducation
Chaudhry Shujaat Hussain est né le 27 janvier 1946 dans le district de Gujrat, à l'époque situé en Inde britannique, et aujourd'hui dans le nord de la province du Pendjab. Sa famille n'avait pas avant les années 1950 d’antécédents politique, contrairement à la plupart des hommes politiques pakistanais. Son père, Chaudhry Zahoor Elahi, a été officier de police avant de démissionner pour créer une exploitation de coton, puis a entamé une carrière politique locale dans le district. Aujourd'hui, la famille détient des industries puissantes et plusieurs de ses membres ont exercé des fonctions politiques importantes. Son cousin Chaudhry Pervaiz Elahi a notamment été ministre en chef du Pendjab,
En 1965, Hussain obtient un bachelor en gestion du Forman Christian College University de Lahore, puis un master en génie industriel au Royaume-Uni.

### Carrière politique

#### Débuts politiques et soutien à Nawaz Sarif
Chaudhry Shujaat Hussain est entré en politique peu après l'assassinat de son père le 25 septembre 1981. Membre de la Ligue musulmane du Pakistan et soutenant le régime du président Muhammad Zia-ul-Haq, il est ministre de l'information puis ministre de l'industrie et de la production dans le gouvernement de Muhammad Khan Junejo, entre 1986 et 1988,. 
Rejoignant après la mort du président Zia la Ligue musulmane du Pakistan (N), il est le chef du groupe politique de l'opposition de l'Alliance démocratique islamique à l'Assemblée nationale de 1988 à 1990. Durant le premier mandat de Premier ministre de Nawaz Sharif, Hussain est ministre de l'Intérieur durant la même période, à savoir de 1990 à 1993, puis de même durant son second mandat, et 1997 à 1999. Il était ainsi l'un des plus importants membres de l'équipe de Nawaz Sharif, mais les relations entre les deux hommes se détériorent rapidement à partir de 1998, notamment autour de la politique économique et surtout autour du conflit de Kargil. Alors que les relations entre le gouvernement civil et les militaires se détériorent, Hussain soutient finalement le coup d'État de 1999 qui amène au renversement de Nawaz Sharif par le chef de l'armée Pervez Musharraf. 

#### Scission et soutien à Pervez Musharraf
Alors que son ancien allié Nawaz Sharif est forcé à l'exil en 2000, Hussain rejoint en 2002 la Ligue musulmane du Pakistan (Q), une nouvelle faction qui fait dissidence du parti de Sharif en réunissant beaucoup de ses anciens membres et soutient le nouveau président Pervez Musharraf. Se présentant sous cette étiquette aux élections législatives de 2002, Hussain est réélu député avec 49 % des voix, battant de peu son rival du Parti du peuple pakistanais Ahmad Mukhtar.
En janvier 2003, il est élu président de la Ligue musulmane du Pakistan (Q) et est réélu sans opposition à ce poste en février 2013, alors que son cousin Chaudhry Pervaiz Elahi prend la présidence du parti pour le Pendjab.

#### Premier ministre

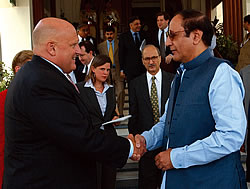
Shujaat Hussain en 2004, alors qu'il est Premier ministre, rencontre Richard Lee Armitage, assistant du secrétaire d'État des États-Unis.

Le Premier ministre Zafarullah Khan Jamali démissionne avec tout son cabinet le 27 juin 2004 et nomme Hussain comme son successeur. Toutefois, Hussain réfute ensuite occuper cette fonction à titre intérimaire, alors que Shaukat Aziz est vu comme le successeur favori mais ne peut pas devenir Premier ministre tant qu'il n'est pas élu à l'Assemblée nationale.
Le 26 août, après avoir exercé ses fonctions seulement deux mois, Shaukat Aziz, élu député dix jours auparavant au cours d'une élection législative partielle, lui succède.

#### Marginalisation de son parti
À la suite des élections législatives de 2008, la Ligue musulmane du Pakistan (Q) perd le scrutin, n'obtenant qu'une cinquantaine de députés et devenant la troisième force de l'Assemblée nationale. Hussain perd lui dans les deux circonscriptions où il s'était présenté, notamment battu par Ahmad Mukhtar, puis reconnait la défaite de son parti. La ligue abandonne ensuite son soutien au président Pervez Musharraf, démissionnaire, puis s'inscrit dans l'opposition au gouvernement du Parti du peuple pakistanais. Malgré tout, son parti forme finalement une alliance avec le PPP en mai 2010 et obtient plusieurs ministères fédéraux.
Au cours des élections législatives de 2013, alors que Shujaat Hussain ne se présente pas, son parti est marginalisé et ne remporte que deux sièges à l'Assemblée nationale, dont son cousin Chaudhry Pervaiz Elahi. Ce dernier est réélu lors des élections législatives de 2018 alors que la Ligue s'est alliée avec le victorieux Mouvement du Pakistan pour la justice. Elahi abandonne ensuite l'une des deux circonscriptions qu'il a gagné au profit de Shujaat Hussain qui se présente aux élections partielles d'octobre 2018.